# Túnel Seikan
El túnel Seikan (青函トンネル Seikan Tonneru, o 青函隧道 Seikan Zuidō) es el segundo túnel ferroviario más largo del mundo, solo superado por el túnel de San Gotardo y el túnel más largo con un tramo submarino (el Eurotúnel es más corto, pero su segmento submarino mide más). Mide 53 km, con una porción de 240 mts bajo el lecho marino. Inaugurado el 13 de marzo de 1988, enlaza las islas de Honshū y Hokkaidō en Japón. Está a 100 m bajo el fondo del mar y a 240 m bajo el nivel del mar. Cruza el estrecho de Tsugaru —conectando la prefectura de Aomori en la isla de Honshū y la isla de Hokkaido— como parte del Japan Railways Kaikyo Line.
El nombre 青函 (Seikan) proviene de la combinación de las lecturas on'yomi de los primeros caracteres de Aomori (青森), la ciudad principal más cercana del lado de Honshu del estrecho, y Hakodate (函館), la ciudad principal más cercana del lado de Hokkaido.
Se tardaron 25 años en construirlo, y aunque es el segundo túnel ferroviario más largo del mundo, el viaje aéreo es más rápido y barato, lo que ha hecho que el túnel Seikan sea relativamente poco utilizado.
El túnel constaba originalmente de un ancho de vía de 1.067mm y fue adaptado mediante tercer raíl a 1.435mm (ancho de vía internacional).

## Historia

Sección del túnel. (1) Túnel principal, (2) túnel de servicio, (3) túnel piloto, (4) galería de conexión

Desde la Era Taishō (1912-1925) se estudió conectar las islas de Honshū y Hokkaido por una ruta terrestre, pero las exploraciones serias comenzaron sólo desde 1946, a raíz de la pérdida de territorios de ultramar tras la rendición de Japón al finalizar la Segunda Guerra Mundial y ante la necesidad de acomodar a los repatriados que retornaron a Japón. En 1954 cinco transbordadores, entre ellos el Toya Maru, se hundieron en el mar durante un tifón, muriendo 1430 pasajeros. Al año siguiente, la Empresa Nacional de Ferrocarriles del Japón (JNR) inició la exploración para su construcción.
También influyó el incremento de viajes entre las islas. Una creciente economía levantó los niveles de tráfico en el Ferry Seikan operado por la JNR, duplicando a 4 040 000 personas al año de 1905 a 1965, y los niveles de carga crecieron 1,7 veces a 6 240 000 toneladas al año. En 1971, las informaciones de tráfico predijeron un aumento que sobrepasaría la capacidad del puerto de transbordadores limitada por condiciones geográficas. En septiembre de 1971 se tomó la decisión. La ardua y peligrosa construcción en difíciles condiciones causó la muerte de 34 trabajadores.
El 27 de enero de 1983, el primer ministro japonés Yasuhiro Nakasone apretó el botón que provocó la explosión para completar el túnel piloto. Igualmente el 10 de marzo de 1985, el ministro de Transportes Tokuo Yamashita horadó simbólicamente el túnel principal.
No obstante, el éxito del proyecto era cuestionado. Las predicciones de tráfico en 1971 fueron sobrestimadas. Aunque éste se incrementó en 1985, alcanzó su pico en 1978 y luego fue decreciendo — lo que se atribuye a la baja de la economía desde la crisis del petróleo en 1973 y a los avances hechos en transporte aéreo y marítimo.
El túnel fue abierto el 13 de marzo de 1988, con un costo de 538.400 millones de yenes (US$3600 millones).
Una vez que el túnel fue completado, todo el transporte ferroviario entre Honshū y Hokkaido utilizó el túnel. De todos modos, el 90% del transporte de pasajeros entre Honshu y Hokkaido es aéreo a causa de la velocidad y el costo del viaje. Por ejemplo, viajar entre Tokio y Sapporo por tren toma alrededor de ocho horas mientras que por aire, el viaje dura noventa minutos aproximadamente. Desde el 26 de marzo de 2016 los trenes Shinkansen utilizan el túnel gracias a la inauguración de la línea entre las estaciones de Shin-Aomori y Shin-Hakodate-Hokuto. Se espera que el Hokkaidō Shinkansen, que actualmente llega hasta Shin-Hakodate, disminuya el tiempo de viaje en tren del tramo Tokio-Sapporo hasta menos de 4 horas cuando sea inaugurado a comienzos del 2031, haciendo competitiva la ruta terrestre con la aérea.

## Cronología de la construcción
- 24 de abril de 1946: comienza el estudio geológico.[3]
- 26 de septiembre de 1954: el tren transbordador Tōya Maru se hunde en el estrecho de Tsugaru.[3]
- 23 de marzo de 1964: Se establece la Corporación Pública de Construcción de Ferrocarriles de Japón.[3]
- 28 de septiembre de 1971: Comienza la construcción del túnel principal.[3]
- 27 de enero de 1983: avance del túnel piloto.[3]
- 10 de marzo de 1985: avance del túnel principal.[3]
- 13 de marzo de 1988: Se abre el túnel.
- 26 de marzo de 2016: los servicios Shinkansen comienzan a operar a través del túnel, cesan los servicios regulares de pasajeros de vía estrecha a través del túnel.[10]

## Prospección, construcción y geología
| Año  | Pasajeros (personas/año) | Mercancías (t/año) | Tipo                               |
| ---- | ------------------------ | ------------------ | ---------------------------------- |
| 1955 | 2 020 000                | 3 700 000          | Transbordador de Seikan            |
| 1965 | 4 040 000                | 6 240 000          | Transbordador de Seikan            |
| 1970 | 9 360 000                | 8 470 000          | Transbordador de Seikan            |
| 1985 | 9 000 000                | 17 000 000         | Pronóstico de 1971                 |
| 1988 | ~3 100 000               | —                  | Túnel Seikan                       |
| 1999 | ~1 700 000               | —                  | Túnel Seikan                       |
| 2001 | —                        | >5 000 000         | Túnel Seikan                       |
| 2016 | 2 110 000                | —                  | Túnel Seikan (Hokkaido Shinkansen) |
| 1.   |                          |                    |                                    |

Perfil del túnel. (2) y (3) son las estaciones submarinas.

La prospección se inició en 1946. En 1971, 25 años después, empezaron las obras. En agosto de 1982 quedaban menos de 700 metros por ser excavados. El primer contacto entre los dos lados tuvo lugar en 1983.
El estrecho de Tsugaru tiene los cuellos occidental y oriental, ambos de 20 km de largo. Las prospecciones iniciadas en 1946 indicaron que el cuello oriental, de más de 200 m de profundidad, era de geología volcánica. El cuello occidental, con un máximo de 140 m, tiene rocas sedimentarias del periodo Neógeno. El cuello occidental fue finalmente seleccionado porque sus condiciones eran óptimas para un túnel.
La geología de la porción del túnel que está bajo el mar es de roca volcánica, roca piroclástica y roca sedimentaria del Terciario Tardío. El área está en una vertiente vertical anticlinal, lo que significa que la roca más reciente se halla en el centro del estrato. Se puede dividir aproximadamente en tres partes: el lado Honshū consistente en rocas volcánicas (andesita, basalto, etc.); el lado Hokkaido con rocas sedimentarias (periodo Terciario) y la porción central consistente en estrato Kuromatsunai (Periodo Terciario similar a arena). Las intrusiones ígneas y fallas causaban la rotura de la roca y complicaron los trabajos.
Las investigaciones geológicas iniciales se realizaron entre 1946 y 1963, e involucraron la perforación del lecho marino, pruebas sónicas, observaciones submarinas (con mini-submarinos), pruebas sísmicas y magnéticas.
La perforación del túnel se efectuó simultáneamente desde el lado norte y el lado sur. La construcción fue realizada en la parte de tierra con técnicas tradicionales de construcción de túneles en montañas, con un solo túnel principal. Pero, para los 23,3 km de la porción bajo el mar, se excavaron tres túneles con diámetros crecientes, respectivamente: un túnel piloto inicial, un túnel de servicio y finalmente el túnel principal. El túnel de servicio está enlazado al principal por una serie de galerías conectoras a intervalos de 600-1000 m. El túnel piloto sirve al de servicio por los 5 km de la porción central.
Cerca del Estrecho de Tsugaru se dejó de usar una máquina de perforación (TBM) después de menos de 2 km a causa de la variable densidad de la roca en el lugar, dificultando su acceso para la perforación. Los métodos para la excavación fueron la perforación con dinamita y manual.

## Mantenimiento
Un informe de 2002 de Michitsugu Ikuma describió, para la sección bajo el mar, que «la estructura del túnel se encuentra aparentemente en buena condición». La cantidad de filtraciones han venido disminuyendo con el tiempo, aunque «se incrementa el riesgo durante un terremoto». En marzo de 2018, a los 30 años, los costos de mantenimiento ascendieron a 30 000 millones de yenes o 286 millones de dólares estadounidenses desde 1999. Los planes son aumentar la velocidad y brindar comunicación móvil en toda la pista.

## Estructura

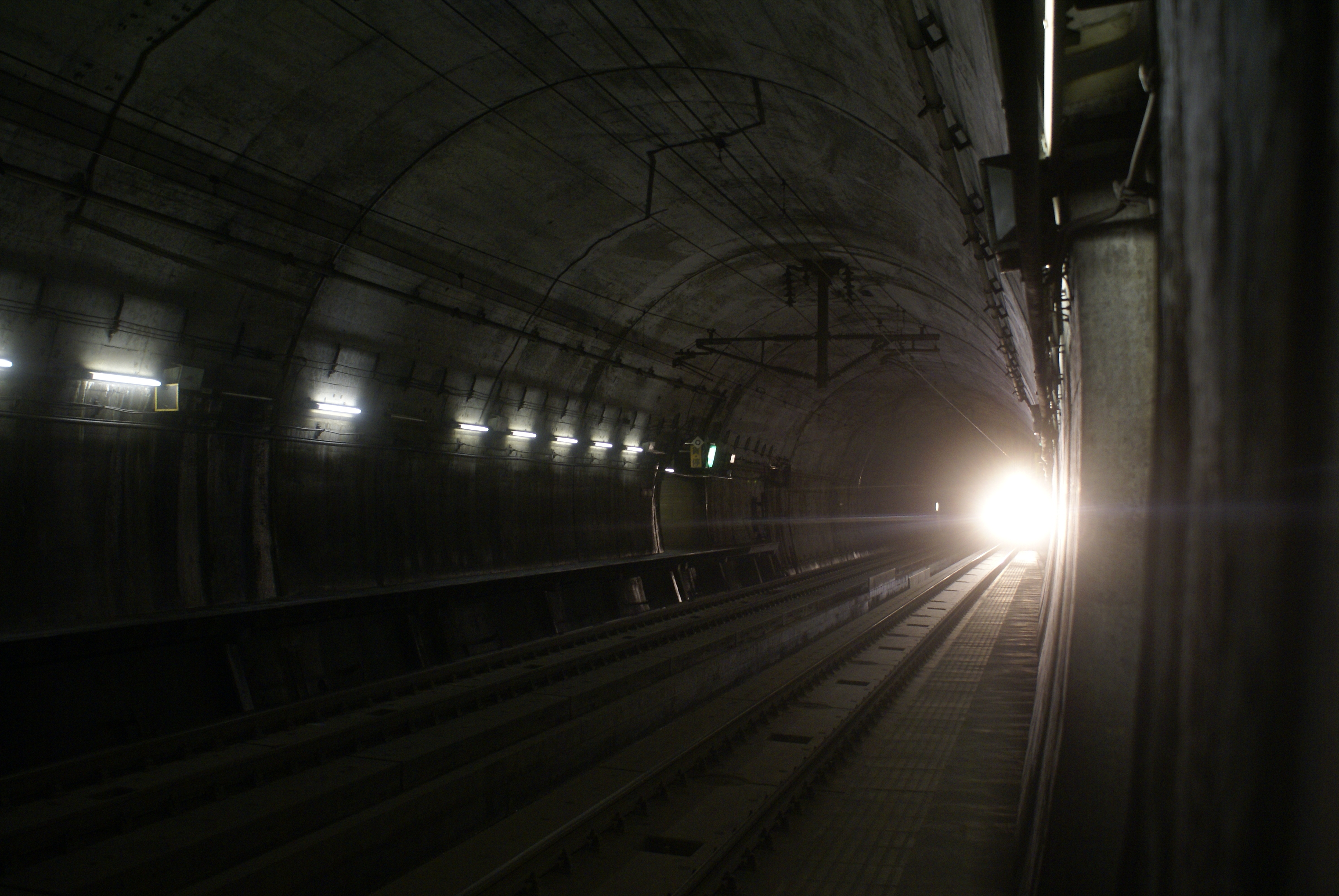
Tren aproximándose a la estación de Tappi-Kaitei.

Inicialmente, sólo la vía estrecha (1067 mm) atravesaba los túneles, pero el Hokkaido Shinkansen (que empezó a construirse en 2005 y cuyo primer tren cruzó el túnel el 26 de marzo de 2016) incluyó el tendido de vías de tres carriles (estrecha y estándar 1435 mm) y conectó el túnel con la red Shinkansen, por lo que los trenes Shinkansen pueden atravesar el túnel hasta Hakodate y, en el futuro, podrán hacerlo hasta Sapporo. El túnel tiene 52 km de rieles continuos sin soldadura. La velocidad máxima en el túnel es de 140 km/h en la vía normal y 110 km/h en la vía estrecha.
Dos estaciones están conectadas con el túnel: Tappi-Kaitei y Yoshioka-Kaitei. Las estaciones sirven como puntos de escape para emergencias. En caso de fuego u otros desastres, las estaciones proveen seguridad equivalente a otro túnel más corto. La efectividad de salidas de escape localizadas en las estaciones de emergencia se incrementa por ventiladores de salida que absorben el humo, cámaras de televisión que guían a los pasajeros a la salida, alarmas térmicas (infrarrojas) y lanzadores de agua. Además, ambas estaciones tienen museos detallando la historia y la función del túnel, y pueden ser visitados en tours especiales. Solo ahora Tappi-Kaitei permanece como museo, Yoshioka-Kaitei fue demolida el 16 de marzo de 2006 para dar paso a los preparativos del Hokkaido Shinkansen. Las dos estaciones fueron las primeras del mundo en ser construidas bajo el mar.